# 美濃按察使
美濃按察使（みののあぜち、みののあんさつし）は、719年からしばらくの間、日本の各地に置かれた按察使の一つで、美濃国と周辺数か国を監督する官職である。管轄国は変動があり、美濃飛騨信濃按察使とも呼ばれた。

## 概要
養老3年（719年）7月13日に初めて置かれた11の按察使の一つで、美濃国、尾張国、三河国、信濃国の4か国を管轄とした。按察使は名をとった国の守が兼ねるのが例で、初代の美濃按察使は美濃守の笠麻呂である。その後、養老5年（721年）8月19日に、飛騨国と新設の諏方国も隷下においた。しかし間もなく按察使は陸奥出羽按察使を除いて任命されなくなった。
天平宝字5年（761年）1月16日に藤原真先が美濃飛騨信濃按察使に任命された。このとき既に諏方国は廃止されているが、かつて管下だった尾張と三河への言及がない。また、真先は美濃に赴任しなかったらしい。

## 美濃按察使になった人物
- 笠麻呂 - 養老3年（719年）7月任
- 藤原真先 - 天平宝字5年（761年）1月16日任命 - 天平宝字6年（762年）1月4日見